# Gays Mills
Gays Mills is een plaats (village) in de Amerikaanse staat Wisconsin, en valt bestuurlijk gezien onder Crawford County.

## Demografie
Bij de volkstelling in 2000 werd het aantal inwoners vastgesteld op 625. In 2006 is het aantal inwoners door het United States Census Bureau geschat op 607, een daling van 18 (-2,9%).

## Geografie
Volgens het United States Census Bureau beslaat de plaats een oppervlakte van 12,0 km², waarvan 11,9 km² land en 0,1 km² water. Gays Mills ligt op ongeveer 219 m boven zeeniveau.

## Plaatsen in de nabije omgeving
De onderstaande figuur toont nabijgelegen plaatsen in een straal van 16 km rond Gays Mills.